# João Nogueira
João Batista Nogueira Junior, mais conhecido como João Nogueira (Rio de Janeiro, 12 de novembro de 1941 — Rio de Janeiro, 5 de junho de 2000) foi um cantor e compositor brasileiro. Desde o início de sua carreira ficou conhecido pelo suingue característico de seus sambas. É pai do também cantor e compositor Diogo Nogueira.

## Biografia

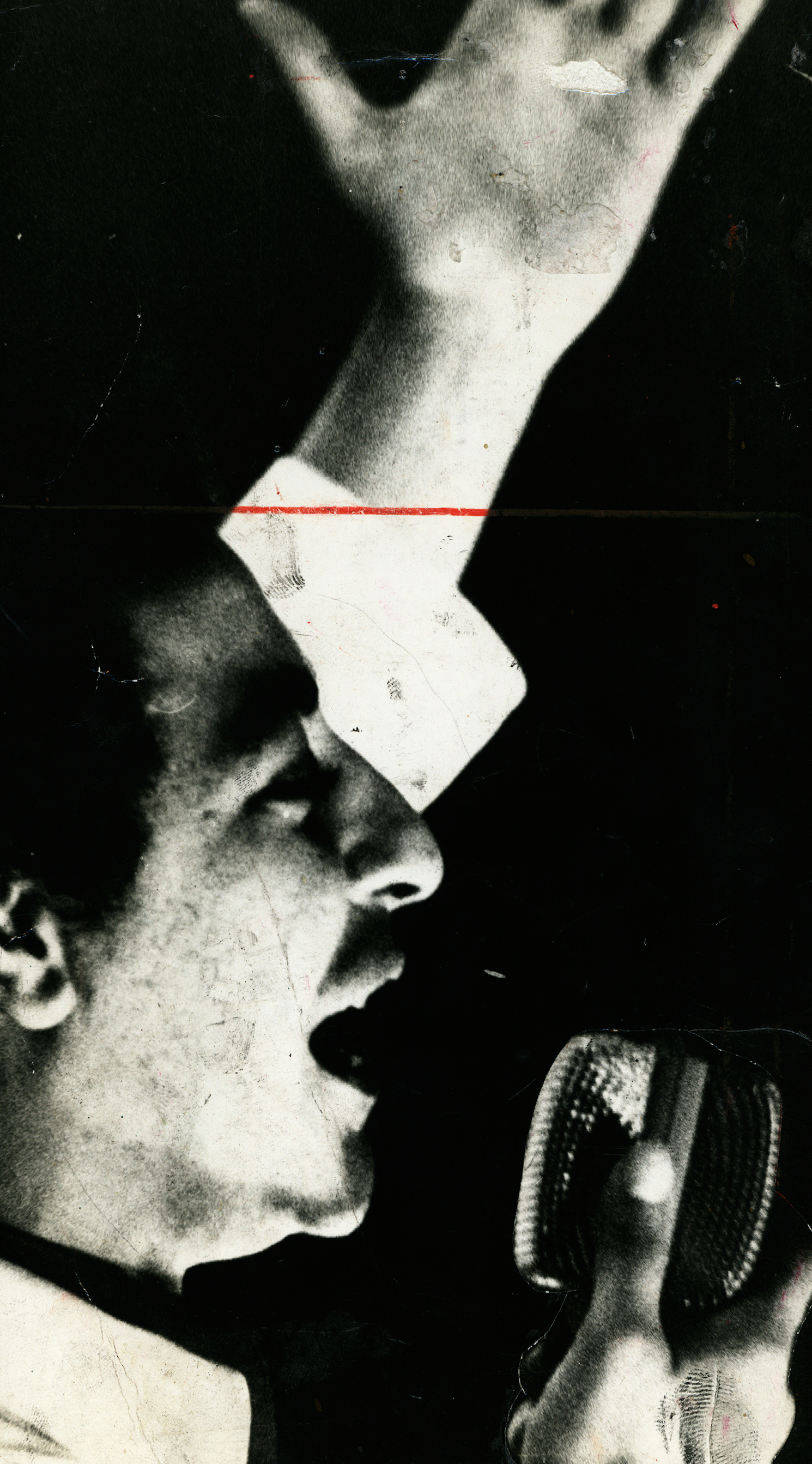
Em 1972.

Filho do advogado e músico João Batista Nogueira e irmão da também compositora Gisa Nogueira, cedo tomou contato com o mundo musical. Logo, aprendeu a tocar violão e a compor em parceria com a irmã.
João Nogueira começou a compor aos quinze anos, fazendo sambas para o bloco carnavalesco Labareda, do Méier, através do qual conheceu o músico Moacyr Silva, dirigente da gravadora Copacabana, que o ajudou a gravar o samba Espere, Ó Nega, em 1968. Mas ele apareceu na cena artística nacional quando no início dos anos 70 emplacou o sucesso Das 200 Para Lá, samba que defendia a política de expansão de nossa fronteira marítima ao longo de 200 milhas da plataforma continental. O samba assumiu as primeiras posições das paradas na voz de Eliana Pittman e mereceu citação em reportagem da revista americana Time, pelo seu tom nacionalista afirmativo. Funcionário da Caixa Econômica, João se viu às voltas com certo patrulhamento, já que a bandeira das 200 milhas havia sido levantada pelo governo militar. “Pensaram que eu tinha virado Dom e Ravel”, brincou ele mais tarde. Seu primeiro disco foi um compacto simples com Alô Madureira e Mulher Valente. Em 1969 Elizeth Cardoso gravou seu Corrente de Aço, no disco Falou. 
Se no LP de 1974 ele reservara uma faixa para Noel Rosa, de quem gravou Gago Apaixonado, neste ele gravaria Não Tem Tradução, reverenciando mais uma vez o poeta da Vila, um dos três esteios de sua inspiração, ao lado de Geraldo Pereira e Wilson Batista, dos quais recebeu as influências que explicavam seu estilo de compor e cantar o samba – e aos quais dedicaria um LP inteiro (Wilson, Geraldo e Noel, 1981, Polygram). O disco, contudo, seria lembrado por outros sucessos, como Nó na Madeira (parceria com Eugênio Monteiro) e Mineira, uma homenagem a Clara Nunes, parceria com P. C. Pinheiro, o marido da cantora. O disco trazia ainda três parcerias com um jovem violonista de muito talento, que se revelava ótimo compositor, Cláudio Jorge, com quem assinou três faixas do disco (Samba da Bandola, Chorando Pelos Dedos e Para fugir Nunca Mais). Ivor Lancelotti, de quem João gravara o lindo samba-canção De Rosas e Coisas Amigas, no disco de 1974, reaparecia com Seu Caminho Se Abre. Em 1979 ele introduziria o parceiro no show João Nogueira Apresenta Ivor Lancelotti. Quando Diogo Nogueira, seu filho, canta Espelho, faixa título do disco que João lançou em 1977, os jovens que formam sua legião de fãs imaginam que ele está falando do pai, nos versos que dizem “Um dia chutei mal e machuquei o dedo/ E sem ter mais o velho pra espantar o medo/ Foi mais uma vontade que ficou pra trás”. Afinal, Diogo foi jogador profissional de futebol, esporte que abandonou depois de sofrer uma séria contusão. Na verdade a letra da música é autobiográfica, sim, mas de João, o pai, referindo-se ao avô de Diogo. O flamenguista João Nogueira foi também um boleiro frustrado por uma contusão.
Nos quatro primeiros discos que João lançou estavam dadas as linhas mestras do que seria sua carreira. E está contido o melhor do compositor, que um dia entrou no Portelão cantando “Hoje eu estou cheio de alegria/ E sou até capaz de me embriagar/ Uns amigos bambas neste dia/ Me convidaram a participar/ De uma escola de samba que é todo meu dengo/ De um terreiro de bambas que é todo meu mal/ Vou me livrar da tristeza/ E sambar na beleza do seu Carnaval”, samba de apresentação à ala dos compositores da Águia de Osvaldo Cruz, que o convidará a se juntar a seus bambas, em 1972. O namoro duraria até meados dos anos 80, quando João abandonou a escola, descontente com os rumos que o presidente Carlinhos Maracanã lhe impôs, e juntou-se a outros sambistas, herdeiros do velho Natal, para fundar, em 1984, a Tradição, escola para a qual compôs em parceria com P. C. Pinheiro os cinco primeiros sambas-enredo, de 1985 a 1989. Diogo, seu filho, é a reconciliação com a Portela, onde foi por quatro vezes vencedor do samba-enredo.
Em 1979, João fundou o Clube do Samba, com Alcione, Martinho da Vila e Beth Carvalho, entidade à qual dedicou o título de seu disco daquele ano, que trouxe novos sucessos, como Súplica e Canto do Trabalhador (com P. C. Pinheiro). O clube, que no início funcionava em sua casa e que mais tarde lançou um bloco carnavalesco para desfilar na Avenida Rio Branco arrastando foliões saudosos dos velhos carnavais, funcionou em vários endereços, inclusive na Barra da Tijuca. Pelo seu palco passaram os grandes nomes do samba e compositores das escolas cariocas. Era frequente a programação reunir numa mesma noite gente do naipe de Ivone Lara, João Nogueira e Roberto Ribeiro, que um ano depois de sua morte foi homenageado pelo bloco no Carnaval. O próprio João, morto no ano 2000, seria homenageado no Carnaval seguinte com o tema “Como Diria João”.
Uma das músicas mais cantadas de João, uma espécie de hino dos compositores, foi o sucesso do disco de 1980, Boca do Povo. Trata-se de Poder da Criação (“Ninguém faz samba só porque prefere/ Força nenhuma no mundo interfere/ Sobre o poder da criação”), novamente com P. C. Pinheiro, seu parceiro mais constante, com quem lançaria o CD Parceria, em 1994, no qual comemoravam 22 anos de composições conjuntas e mais de cinquenta obras compostas. “A gente senta junto e, quando levanta, está saindo um samba. Até mesmo sem querer”, diria João. Nas dezessete faixas do CD, há uma homenagem a Clara Nunes, morta em 1983, nas faixas Um Ser de Luz e As Forças da Natureza, de versos emocionados como As pragas e as ervas daninhas/ As armas e os homens do mal/ Vão desaparecer/ Nas cinzas de um Carnaval. João lançaria outros grandes discos, como o já citado em homenagem aos três grandes do samba, Wilson, Geraldo, Noel, seu nono álbum (1981), só com músicas dos três autores, dando descanso à parceria com P. C. Pinheiro.
Ele seguiria lançando discos de qualidade (dezoito álbuns solo no total) e participaria de discos coletivos, como Clara Nunes – Com Vida (1995), no qual dividiu as faixas com gente como Martinho da Vila, Roberto Ribeiro e Nana Caymmi. E Chico Buarque da Mangueira (1998), disco em homenagem ao compositor, que era enredo da escola naquele ano. Em 1995, com o maestro e pianista Marinho Boffa, João gravaria um CD só com músicas desse mesmo Chico Buarque de Hollanda, num trabalho de Almir Chediak com catorze canções, dentro da segunda edição do projeto Letra e Música. O disco foi lançado com um show no programa Seis e Meia do Teatro João Caetano. Ele participou também do disco Esquina do Samba, gravado ao vivo em 2000 no botequim Pirajá, em São Paulo, com Ivone Lara, Walter Alfaiate, Beth Carvalho, Moacyr Luz, Luiz Carlos da Vila e outros. No mesmo ano participou de um disco da Velha Guarda da Portela. Em 2009 foi lançado um DVD da participação de João Nogueira no programa Ensaio, da TV Cultura de São Paulo.

### Morte
João Nogueira morreu na madrugada do dia 5 de junho de 2000, aos 58 anos, vítima de um infarto fulminante, em sua casa no Recreio dos Bandeirantes. João vinha sofrendo de problemas circulatórios que lhe haviam causado uma isquemia cerebral dois anos antes. Esteve internado em estado grave por um bom tempo, mas conseguiu se recuperar. Sofreu nova isquemia de menor impacto no início de 2000 e outra dois meses depois. Mas, sob observação médica, estava confiante, levava uma vida mais regrada, e ensaiava para shows que faria por aqueles dias, nos quais planejava apresentar trabalhos inéditos, além de sucessos de seu último álbum, João de Todos os Sambas, lançado em 1998 na quadra da Escola de Samba Acadêmicos da Rocinha, na favela que era homenageada no disco: “Junto ao mar/ Num morro que era ainda despovoado/ E dividia a Gávea e São Conrado/ Nasceu uma favela”, dizia na faixa Rocinha. Foi uma perda grande para a cena musical brasileira. “Ele tinha uma forma de frasear muito própria. Não vejo seguidores dele. Creio que essa escola, cuja origem talvez tenha sido Ciro Monteiro, se acaba com a morte de João”, lamentou Hermínio Bello de Carvalho. Todos sabiam de suas qualidades especiais de intérprete, mas João valorizava mesmo as composições. Só em 1999, quando recebeu o Troféu Eletrobrás de MPB é que reconheceu seu canto. “Hoje estou adorando cantar. Antes, gostava que me vissem mais como compositor”, disse. João deixou 4 filhos, entre eles Diogo, que pegou o bastão, não deixou a peteca cair e nos faz matar as saudades do pai, dada a semelhança física, vocal e a simpatia com que representa o melhor samba carioca.
Com sua morte, vários colegas se juntaram para apresentar, nas mesmas datas e no mesmo local, um espetáculo em sua homenagem. Participaram Zeca Pagodinho, Beth Carvalho, Dona Ivone Lara, Arlindo Cruz e Sombrinha, Emílio Santiago, Carlinhos Vergueiro e a família de João: o sobrinho Didu, o filho Diogo e a irmã e parceira Gisa. O show foi gravado para o disco João Nogueira, Através do Espelho.

## Discografia
- O nome do samba é João - ao vivo (1998)
- João de Todos os Sambas (1998)
- Chico Buarque, Letra & Música - João Nogueira e Marinho Boffa (1996)
- Parceria - João Nogueira e Paulo César Pinheiro - Ao Vivo (1994)
- Além do Espelho (1992)
- João (1988)
- João Nogueira (1986)
- Recado de um Sambista (1985)
- De Amor é Bom (1985)
- Pelas Terras do Pau-Brasil (1984)
- Bem Transado (1983)
- O Homem dos Quarenta (1982)
- Wilson, Geraldo, Noel (1981)
- Boca do Povo (1980)
- Clube do Samba (1979)
- Vida Boêmia (1978)
- Espelho (1977)
- Vem Quem Tem (1975)
- E Lá Vou Eu (1974)
- João Nogueira (1972)